# Private Investigations
Private Investigations (с англ. — «Частные расследования») — вторая песня альбома Love over Gold английской рок-группы Dire Straits. Стала одной из самых популярных в истории группы, поднявшись на второе место в чартах Соединённого королевства.

## История
Автор композиции, лидер Dire Straits Марк Нопфлер признавался, что написал песню под влиянием детективов американского писателя Рэймонда Чандлера и черно-белых кинофильмов стиля «нуар».

## Композиция и текст
Песня открывается ноктюрном, исполненным на классической гитаре под аккомпанемент рояля. Гитарный перебор продолжается и после вступления вокалиста. Нопфлер практически не поёт, а проговаривает текст.
После повторения ноктюрновой темы Нопфлер почти шепотом произносит заключительные слова:

Scarred for life — no compensation

private investigations.— 
Затем начинается вторая часть композиции — трёхминутный инструментал в духе фильма-триллера. Отрывистые звуки бас-гитары, взятые медиатром, переходят в блюзовые пассажи акустической гитары, сопровождаемой маримбой и всплесками рояля. В кульминационный момент мелодия прерывается резкими рифами электрогитары, чтобы вернуться на второй круг с таким же нагнетанием и концовкой.

## Участники записи
- Марк Нопфлер — вокал, гитара
- Хэл Линдес — гитара
- Алан Кларк — клавишные
- Джон Иллсли — бас-гитара
- Пик Уизерс — ударные
- Эд Уолш — программирование синтезаторов
- Майк Маниери — вибрафон, маримба

## Поздние версии
Песня переиздавалась на трёх альбомах-сборниках группы: Money for Nothing в 1988 году, Sultans of Swing: The Very Best of Dire Straits в 1998 году и The Best of Dire Straits & Mark Knopfler: Private Investigations, где она была заглавной композицией.
Фрагменты песни звучали в фильме «Комфорт и радость», снятом в 1984 году шотландским режиссёром Биллом Форсайтом.